# Gare de Remoulins - Pont-du-Gard
Ne doit pas être confondu avec Gare de Nîmes-Pont-du-Gard.
La gare de Remoulins - Pont-du-Gard est une gare ferroviaire française de la ligne de Givors-Canal à Grezan, située sur le territoire de la commune de Remoulins, à proximité de Vers-Pont-du-Gard et son célèbre pont romain, dans le département du Gard, en région Occitanie.
Elle est mise en service en 1880, par la Compagnie des chemins de fer de Paris à Lyon et à la Méditerranée (PLM).
C'est une gare de la Société nationale des chemins de fer français (SNCF). Fermée aux voyageurs, elle est desservie uniquement par des trains de fret.

## Situation ferroviaire
Établie à 27 mètres d'altitude, la gare de Remoulins - Pont-du-Gard est située au point kilométrique (PK) 768,156 de la ligne de Givors-Canal à Grezan entre les gares ouvertes au service fret d'Aramon et de Sernhac.
C'était également une gare de bifurcation, située au PK 68,0 de la ligne du Martinet à Beaucaire (fermée).

## Histoire

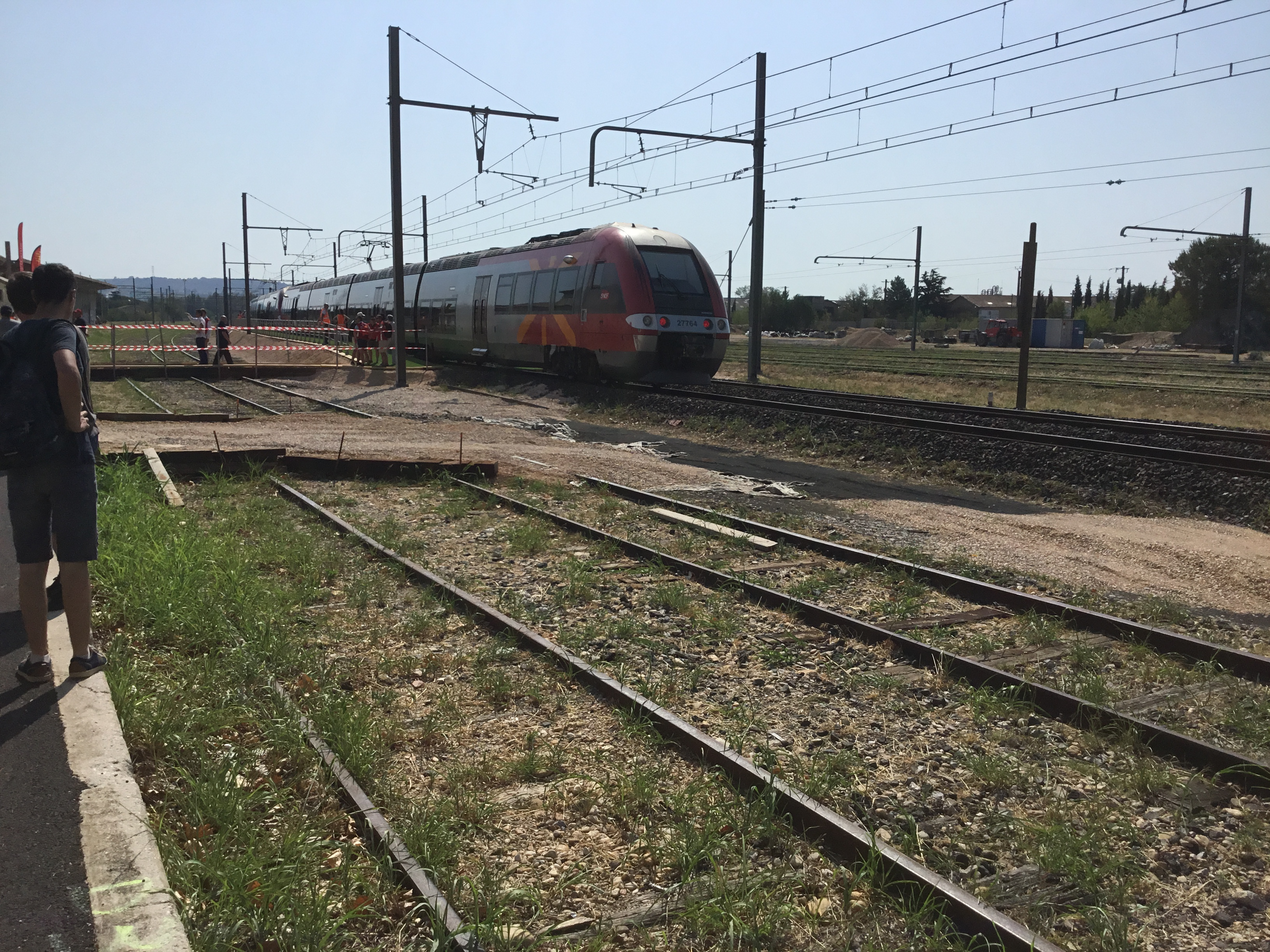
Desserte TER spéciale, lors du Tour de France 2019.

La gare est mise en service par la Compagnie des chemins de fer de Paris à Lyon et à la Méditerranée (PLM) le 30 août 1880, lorsqu'elle ouvre simultanément, la section du Teil à Nîmes de sa ligne située sur la rive droite du Rhône et l'embranchement de Remoulins à Uzès.
La gare de Remoulins figure dans la nomenclature 1911 des gares, stations et haltes, de la Compagnie du PLM. Elle porte le no 7 de la ligne de Lyon-Perrache à Nîmes et le no 20 de la ligne Le Martinet à Tarascon. Elle dispose du service complet de la grande vitesse (GV), « à l'exclusion des chevaux chargés dans des wagons-écuries s'ouvrant en bout et des voitures à 4 roues, à deux fonds et à deux banquettes dans l'intérieur, omnibus, diligences, etc. » et du service complet de la petite vitesse (PV) avec la même limitation.
La SNCF ferme aux voyageurs l'ensemble des gares de la ligne de Givors-Canal à Grezan en 1973.
En 2019, à l'occasion de la 16e étape du Tour de France, se déroulant notamment sur le pont du Gard, la SNCF a exceptionnellement rouvert la ligne de la rive droite du Rhône aux voyageurs. La gare étant assez proche de ce monument, deux liaisons ont alors été mises en place pour l'accès des spectateurs : Nîmes – Remoulins et Pont-Saint-Esprit – Bagnols-sur-Cèze – Remoulins.
Des travaux d'aménagement de la gare sont en cours depuis janvier 2021.
La réouverture au trafic voyageurs est réalisée mi-2021, bien qu'il s'agisse à nouveau d'une desserte évènementielle ; quant aux trains réguliers, d'abord attendus en 2022, ils sont repoussés à minimum 2023 en raison de travaux (notamment la réfection de passages à niveau sur la ligne).
Alors que de la portion entre Avignon et Pont-Saint-Esprit est à nouveau en activité depuis août 2022, la réouverture complète aux voyageurs est prévue pour 2026 avec 6 gares intermédiaires dont celle de Remoulins.

## Service des marchandises
La gare de Remoulins - Pont-du-Gard, code 775395, est ouverte au service du fret par trains massifs.